# 4789 Sprattia
A 4789 Sprattia (ideiglenes jelöléssel 1987 UU2) a Naprendszer kisbolygóövében található aszteroida. Balam, D. D. fedezte fel 1987. október 20-án.